# 1688
Cette page concerne l'année 1688  du calendrier grégorien.
L'année 1688 est une année bissextile qui commence un jeudi.

## Événements
- 14 janvier (4 janvier du calendrier julien) : William Dampier jette l’ancre sur la côte ouest de l’Australie (Nouvelle-Hollande). Dans l’espoir de trouver de l’eau potable, il envoie deux hommes, armés de mousquets, s’emparer de deux Aborigènes, qu’il décrit comme les « êtres les plus misérables au monde[1] ».

- 5 février : les jésuites s'installent à Pondichéry[2].
- 7 février : arrivée à Pékin des jésuites français Jean-François Gerbillon, Jean de Fontaney, Joachim Bouvet, Louis Le Comte et Claude de Visdelou. Ils sont reçus le 21 mars par l'empereur Kangxi, qui retient Gerbillon et Bouvet[3].

- Mars : l'explorateur anglais William Dampier visite l'Île Christmas[4].

- 13 avril, baie de Saldagne : arrivée des premiers huguenots en Afrique du Sud[5]. Après la révocation de l'édit de Nantes, 175 huguenots français rejoignent les Boers et fondent Franschhoek[6]. La colonie Boer du Cap est alors inférieure à 1 000 personnes. Environ 400 huguenots français viendront la renforcer. Malgaches, Indiens et Malais sont déportés vers l’Afrique du Sud.
- 18 avril : pétition de Germantown. Les Quakers de Pennsylvanie s'opposent à l'esclavage[7].

- 18 mai, Louvo : coup d'État d'Opra Pitracha (Phetracha) ; le ministre Constantin Phaulkon et ses partisans sont emprisonnés. Phaulkon est exécuté le 5 juin. Phetracha s'empare du trône d'Ayutthaya (Siam) à la mort du roi Narai le 11 juillet ; les Français sont expulsés du pays le 22 novembre[8].

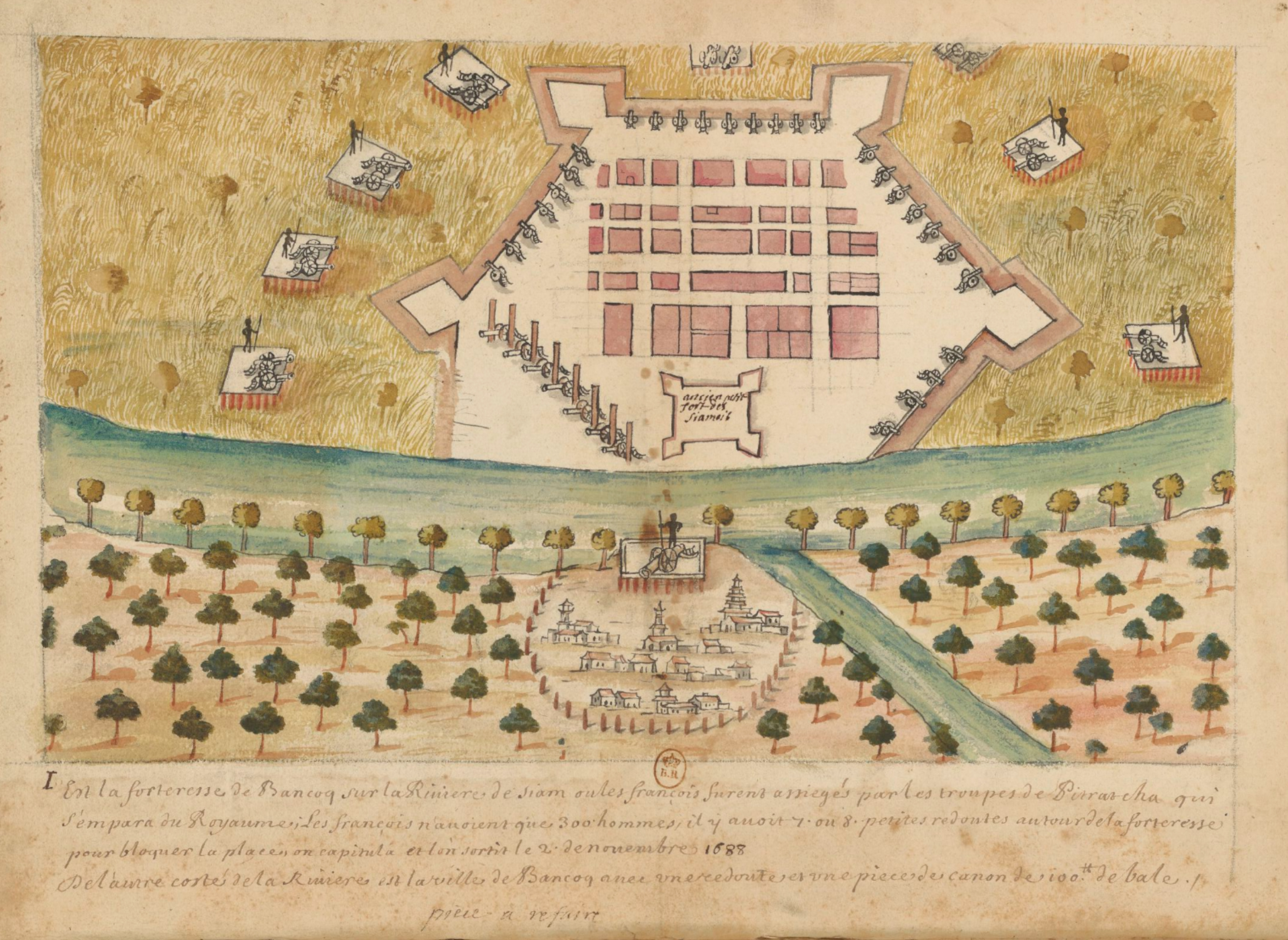
6 juin - 2 novembre : Siège de Bangkok.

- 6 juin - 2 novembre : siège de la forteresse française de Bangkok par les troupes siamoises de Pitracha[9].

- 1er - 16 juillet : l’amiral d'Estrée bombarde Alger[10].
- 14 juillet : en Inde, répression par les Moghols de la révolte des Jats de Rajaram, qui est tué[11].

- 28 août : victoire du khan des Dzourgars sur les Khalkhas[12] et conquête de la Mongolie (1688-1690). Galdan, à la tête de 30 000 hommes, marche contre le Touchetou-khan et l’écrase dans la région du lac Ologhoï. Les Khalkhas doivent se réfugier au sud et implorer le secours des Mandchous. L’empereur Kangxi refuse de prendre parti[13].
- 30 août : François Martin, le gouverneur de Pondichéry, missionne son gendre André Bourreau-Deslandes, sur ordre de la Compagnie française des Indes orientales, pour fonder des comptoirs au Bengale, notamment celui de Chandernagor[14].

- 10 décembre : arrestation de William Penn, ami de Jacques II d'Angleterre, par les révolutionnaires anglais[15].

- Canada : Jacques de Noyon parvient jusqu’au lac à la Pluie et lie des relations commerciales préliminaires avec les Assiniboines[16].

### Europe

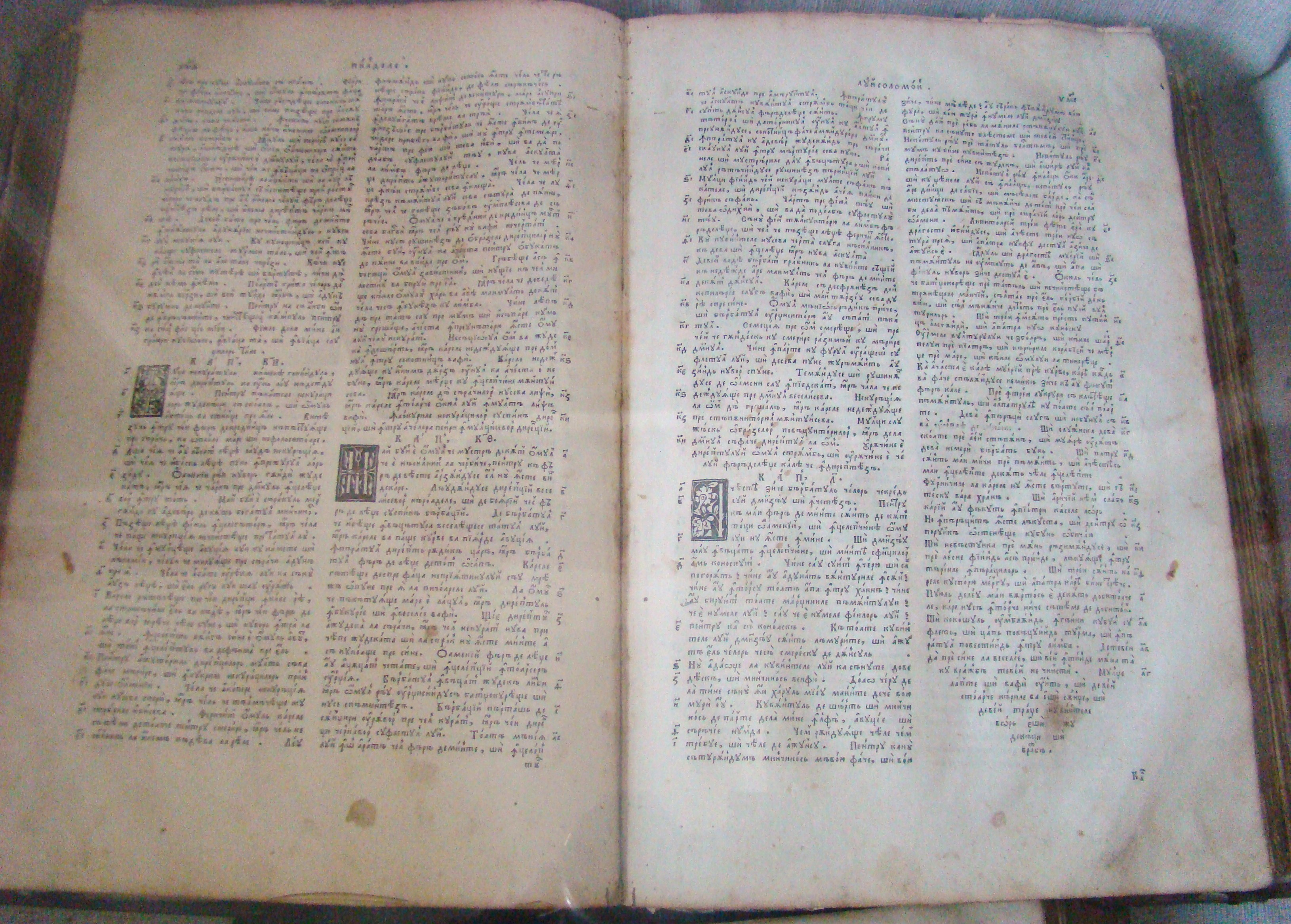
La Bible de Șerban Cantacuzino, première édition complète en roumain.

- 18 janvier, Hongrie : reddition de Munkács[17]. Ilona Zrínyi, épouse d’Imre Thököly alors en captivité chez les Turcs, est emmenée à Vienne avec ses enfants après la chute de son château de Munkács après trois ans de siège. Son fils Ferenc II Rakóczi est séparé de sa mère et élevé chez les jésuites sous la surveillance de son tuteur l’archevêque Léopold Kollonich.
- 9 mai :
  - Traité d’Hermannstadt. La Transylvanie devient un protectorat autrichien[17].
  - Frédéric III devient électeur de Brandebourg (fin en 1713)[18].
- 19 mai : Albe Royale se rend aux Impériaux[19].

- 3 juin : querelle de succession à la mort de l’archevêque-électeur de Cologne, Maximilien Henri de Wittelsbach, francophile[17]. Louis XIV tente de faire élire un de ses agents, le prince de Furtenberg, au siège de Cologne, ce qui provoque la colère des princes Allemands.
- 16-17 juin : émeutes à Manresa dans le cadre de la révolte des barretines catalans (1687-1689)[20].

- 2 août-6 septembre : Maximilien II, électeur de Bavière, assiège et prend Belgrade aux Turcs[21].
- 12 septembre : traité de Stockholm entre la Suède et les Provinces-Unies[22].
- 24 septembre : manifeste de Louis XIV, qui déclare la guerre à l'Empire[17](fin en 1697). C'est la guerre de la Ligue d'Augsbourg, formée en réaction à la politique agressive de Louis XIV comprenant l’Angleterre, l’Espagne, certaines principautés allemandes, les Provinces-Unies et la Suède, qui prend fin avec le traité de Ryswick.
- 25 septembre : Louis XIV, qui compte mener une guerre éclair limitée, fait occuper le Palatinat et la région de Cologne[17].
- 27 septembre - 29 octobre : siège et prise de Philippsburg par les armées françaises de Catinat et Vauban[23].

- 4 octobre : Louis XIV occupe Avignon et le Comtat Venaissin (fin le 20 octobre 1689)[24]. Il prépare une expédition navale contre les États pontificaux[25].
- 28 octobre : Constantin II Brancovan devient voïévode de Valachie (fin le 24 mars 1714)[26].

- 10 novembre ou 20 novembre, Valachie : achèvement de l'impression de la Bible en roumain. Texte accompli par les frères chroniqueurs Şerban et Radu Greceanu[27].
- 23 novembre, Russie : un groupe de 1500 orthodoxes vieux-croyants s'immolent dans un monastère du lac Onega assiégé par le tsar[28].
- 26 novembre : Louis XIV déclare la guerre aux Provinces-Unies[29].

#### Îles britanniques

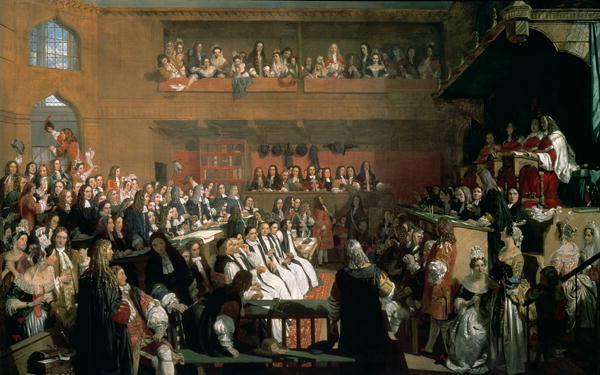
29 juin : Acquittement des sept évêques anglicans.

- 20 juin (10 juin du calendrier julien) : Jacques II d'Angleterre, remarié avec une princesse italienne, Marie de Modène, a un fils, Jacques Edouard, qui est baptisé par un prêtre catholique[30].
- 30 juin : Invitation to William[31]. Devant le risque de voir une dynastie catholique se perpétuer, les whigs organisent une révolution (« Glorieuse Révolution ») avec l’aide des Provinces-Unies. Sept évêques anglicans (les « Sept Immortels ») font appel au prince protestant Guillaume d’Orange (le futur Guillaume III), époux de la fille aînée de Jacques II, Marie.
- 7 juillet : William Molyneux envoie au philosophe John Locke une lettre dans laquelle est formulé pour la première fois le problème de Molyneux[32].
- 27 octobre : démission du ministre Robert Spencer, comte de Sunderland[33].

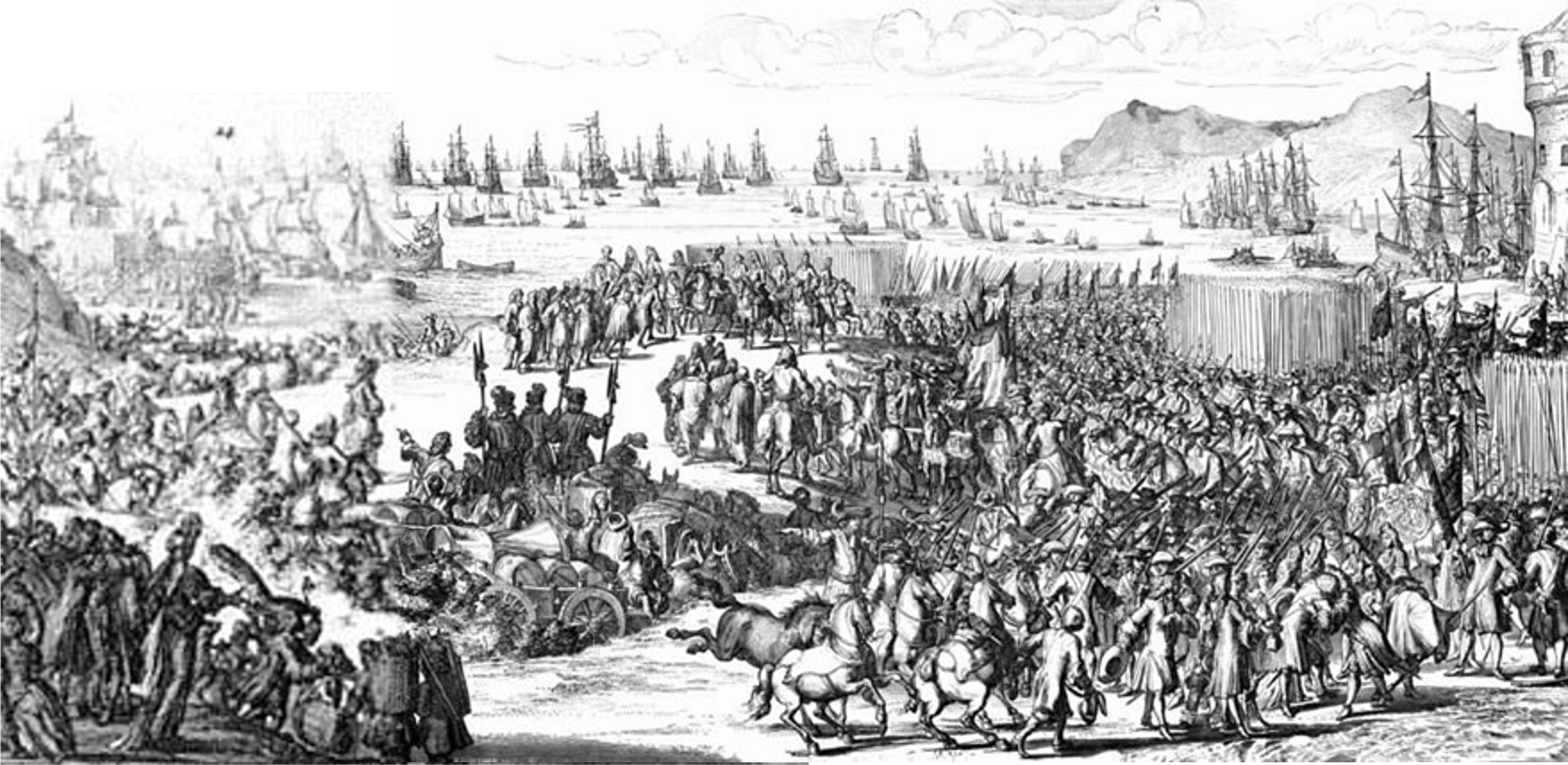
15 novembre : Guillaume d’Orange débarque à Torbay.

- 15 novembre (5 novembre du calendrier julien) : début de la Glorieuse Révolution. Guillaume d’Orange débarque à Torbay dans le Devon[33], avec 600 vaisseaux, 20 000 soldats et 12 000 chevaux, un cinquième de ses troupes étant des huguenots.
- 7 décembre : début du siège de Derry par Richard Talbot, comte de Tyrconnell[34].
- 23 décembre : Jacques II, beau-père de Guillaume d’Orange, s’enfuit en France[34].
- 28 décembre : Guillaume d’Orange est accueilli triomphalement à Londres[35].

## Naissances en 1688
- 15 janvier : Nikolaus Gottfried Stuber, peintre baroque allemand († 22 ou 23 avril 1749).
- 25 janvier : Juraj Jánošík, figure épique de la culture slovaque et polonaise († 17 mars 1713).

- 4 février : Pierre Carlet dit Marivaux, dramaturge et romancier français († 12 février 1763).

- 15 avril : Johann Georg Bergmüller, peintre rococo et fresquiste allemand († 30 mars 1762).
- 28 avril : Giacomo Boni, peintre baroque italien († 7 janvier 1766).

- 6 mai : Charles Parrocel, peintre et graveur français († 24 mai 1752).

- 19 juillet : Giuseppe Castiglione, jésuite italien, missionnaire en Chine et peintre à la cour impériale († 16 juillet 1766).

- 16 août : Gaspard de Clermont-Tonnerre, militaire français du XVIIIe siècle, marquis de Cruzy et de Vauvillers (dit de Clermont-Tonnerre), puis duc de Clermont-Tonnerre, Pair de France, Connétable, Grand-Maître héréditaire de Dauphiné, Maréchal de France († 16 mars 1781).

- 6 novembre : Étienne-Jean Brindejonc, avocat et jurisconsulte français († 1754).
- 11 novembre : Lorenzo Somis, peintre, violoniste et compositeur italien de l'ère baroque († 29 novembre 1775).
- 13 novembre : Noël-Antoine Pluche, naturaliste français († 19 novembre 1761).
- 21 novembre : Antonio Visentini, peintre, architecte et graveur italien de l'école vénitienne († 26 juin 1782).

- Date précise inconnue :
  - Paolo Filocamo, peintre baroque italien († 1743).
  - François Lemoyne, peintre rococo français († 4 juin 1737).

- Après 1688 :
  - Henry Furnese, marchand et homme politique britannique († 30 août 1756).

## Décès en 1688
- 1er février : Abraham Duquesne, officier de la marine de guerre française.

- 8 mars : Honoré Fabri, théologien jésuite, mathématicien, physicien et polémiste français (° 15 avril 1607).
- 9 mars : Claude Mellan, peintre, graveur et dessinateur français (° 23 mai 1598).
- 15 mars : Philippe de Buyster, sculpteur flamand naturalisé français (° 1595).

- 9 mai : Frédéric-Guillaume, prince-Électeur de Brandebourg (° 16 février 1620).
- 14 mai : Antoine Furetière, lexicographe académicien français (fauteuil 31) (° 28 décembre 1619).
- 24 mai : Johan Bär, amiral suédois (° 29 juin 1620).

- 11 juin : Narai le Grand, roi du Siam (° décembre 1632).

- 29 août : Stefán Ólafsson, écrivain islandais (° 1619).
- 31 août : John Bunyan, prêcheur et allégoriste anglais (° 28 novembre 1628).

- 18 septembre : Jean-Baptiste Bol l'Ancien, peintre de l'École flamande (° 11 janvier 1624).
- 23 septembre : Giovanni Battista Benaschi, peintre baroque italien (° 1636).

- 9 octobre : Claude Perrault, médecin et architecte français (° 25 septembre 1613).
- 14 octobre : Joachim von Sandrart, peintre et graveur allemand (° 12 mai 1606).
- 23 octobre : Charles du Fresne, sieur du Cange, historien, linguiste et philologue français (° 18 décembre 1610).
- 2 novembre : Giovanni Battista Bolognini, peintre baroque et graveur italien (° 1611).
- 26 novembre : Philippe Quinault, poète, auteur dramatique et librettiste français (° 3 juin 1635).

- Date précise inconnue :
- Johannes Leemans, peintre néerlandais (° 1633).